# Jerome Storm
Pour les articles homonymes, voir Storm.
Jerome Storm est un réalisateur, acteur et scénariste américain né le 11 novembre 1890 à Denver, Colorado (États-Unis), mort le 10 juillet 1958 à Desert Hot Springs (États-Unis).

## Filmographie

### comme réalisateur
- 1918 : The Keys of the Righteous
- 1918 : Naughty, Naughty!
- 1918 : Sur la pente fatale (The Family Skeleton)
- 1918 : Gladys la dompteuse (The Biggest Show on Earth)
- 1918 : Le cœur dispose (A Desert Wooing)
- 1918 : Séductrice (The Vamp)
- 1919 : The Girl Dodger (en)
- 1919 : Courage, petit (Greased Lightning)
- 1919 : Le Champion (The Busher)
- 1919 : Hay Foot, Straw Foot !
- 1919 : Les Caprices de la fortune (Bill Henry)
- 1919 : Le Triomphe (The Egg Crate Wallop)
- 1919 : Crooked Straight (en)
- 1919 : Une leçon de one-step (Red Hot Dollars)
- 1920 : Vouloir c'est pouvoir (Alarm Clock Andy)
- 1920 : Le Roi du bluff (Homer Comes Home)
- 1920 : Le Français tel qu'ils le parlent (Paris Green)
- 1920 : Un garçon précieux (The Village Sleuth)
- 1920 : Peaceful Valley
- 1920 : Un garçon vieux-jeu (An Old Fashioned Boy)
- 1921 : Her Social Value (en)
- 1922 : Le Rosaire (The Rosary)
- 1922 : Arabian Love
- 1922 : Honor First
- 1922 : A California Romance
- 1923 : Truxton King
- 1923 : Goodbye Girls
- 1923 : Javalie le mystérieux (Madness of Youth)
- 1923 : Jeune Fille moderne (Children of Jazz)
- 1923 : La Petite Fée (St. Elmo)
- 1924 : L'École des cocottes (The Goldfish)
- 1924 : La Sirène de Séville (The Siren of Seville)
- 1924 : Troublante énigme (The Brass Bowl)
- 1925 : Some Pun'kins (en)
- 1926 : Sweet Adeline
- 1927 : Vedettes par intérim (Ladies at Ease)
- 1927 : Ranger of the North
- 1927 : The Swift Shadow (en)
- 1928 : Fangs of the Wild (en)
- 1928 : Law of Fear
- 1928 : Dog Justice
- 1928 : Captain Careless
- 1928 : Dog Law
- 1928 : Tracked
- 1929 : The Yellowback
- 1929 : Vouloir c'est pouvoir (Alarm Clock Andy)
- 1929 : La Manière forte (Courtin' Wildcats)
- 1932 : The Racing Strain

### comme acteur
- 1914 : Romance of Sunshine Valley
- 1914 : The Squire's Son
- 1914 : Shorty Turns Judge
- 1914 : Mystery of the Lost Stradivarius
- 1914 : Shorty Falls Into a Title
- 1915 : In the Land of the Otter
- 1915 : The Bride of Guadaloupe : Ricardo
- 1915 : Tricked
- 1915 : The Cup of Life de Thomas H. Ince et Raymond B. West : Sam Dugan
- 1915 : The Pathway from the Past de Thomas H. Ince et Richard V. Spencer : Jim Kane
- 1915 : The Lighthouse Keeper's Son
- 1915 : Shorty's Ranch
- 1916 : The Primal Lure de William S. Hart : Pierre Vernaisse
- 1916 : Civilisation de Reginald Barker, Thomas H. Ince et Raymond B. West : Le fils du forgeron
- 1916 : Somewhere in France : Capitaine Henry Ravignac
- 1916 : The Honorable Algy : Bud Harvey
- 1917 : La Fiancée de la haine (The Bride of Hate) de Walter Edwards : Paul Crenshaw
- 1917 : The Iced Bullet : fils du majordome
- 1917 : The Pinch Hitter : Jimmie Slater
- 1917 : His Mother's Boy : Jimmie Noonan
- 1932 : Le Signe de la croix (The Sign of the Cross) de Cecil B. DeMille
- 1933 : Billion Dollar Scandal
- 1933 : So This Is Africa : Manager
- 1933 : Lone Cowboy : le commerçant
- 1935 : Mississippi : Extra

### comme scénariste
- 1921 : Her Social Value
- 1926 : Along Came Auntie de Fred Guiol et Richard Wallace
- 1926 : Should Husbands Pay?
- 1926 : Wise Guys Prefer Brunettes
- 1926 : Raggedy Rose
- 1928 : Galloping Ghosts